# Кућа (филм)
Кућа је југословенски драмски филм из 1975. године који је добио награду Златна арена.

## Радња
50-годишњи директор Бранко извозно-увозног предузећа, жури аутом на прославу свог рођендана. Путем повезе Секу, девојку која припада генерацији с којом Бранко има мало шта заједничко. Нешто касније њихови се путеви опет укрсте. Сека открије Бранку да су њени родитељи поседовали велику кућу, која им је након 2. светског рата грешком одузета. Кад установи да је њена прича истинита, Бранко, који се заљубио у Секу и понудио јој брак, чини све да јој се кућа врати. Захваљујући везама у томе и успева, но кућу треба поправити, за што Бранкова плата није довољна. Да би задовољио младу супругу, он се упушта и у незаконите послове.

## Улоге
| Глумац              | Улога                  |
| ------------------- | ---------------------- |
| Фабијан Шоваговић   | Бранко                 |
| Јагода Калопер      | Сека                   |
| Раде Марковић       | Саша                   |
| Ана Карић           | Тереза                 |
| Фрањо Мајетић       | Мајстор Франц          |
| Марија Кон          | Секина мајка           |
| Крешимир Зидарић    | Жарко                  |
| Смиљка Бенцет       | Мара                   |
| Едо Перочевић       | Владо                  |
| Вјера Жагар Нардели | Секретарица            |
| Отокар Левај        | Макс                   |
| Звонимир Јурић      | Брацек                 |
| Младен Црнобрња     | Секин пријатељ         |
| Реља Башић          | Архитекта              |
| Татјана Вердоник    |                        |
| Дарко Срића         | Секин пријатељ         |
| Младен Васари       | Сликар                 |
| Зоран Покупец       | Секин пријатељ с лулом |

## Награде
- На Фестивалу у Пули филм је награђен Великом златном ареном као и Златном ареном за најбољу глумицу (Јагода Калопер)[2]
- Пула 75' - Златни вијенац листа Студио за најбољи дебитантски филм[2]
- Ниш 75' - Цар Константин, 1. награда за најбољу мушку улогу Фабијану Шоваговићу[2]